# Mustijärvi (sjö i Lappland, lat 66,93, long 24,30)
Mustijärvi är en sjö i Finland. Den ligger i kommunen Pello i landskapet Lappland, i den norra delen av landet, 800 km norr om huvudstaden Helsingfors. Mustijärvi ligger 186,6 meter över havet. Arean är 33,6 hektar och strandlinjen är 3,42 kilometer lång. Sjön  ingår i Torne älvs huvudavrinningsområde. 